# Ronan van Zandbeek
Ronan van Zandbeek, nacido el 27 de septiembre de 1988 es un ciclista holandés, miembro del equipo Cyclingteam Join's-De Rijke desde 2013.

## Biografía
En categoría junior en 2006, Ronan van Zandbeek fue tercero del campeonato de Europa en ruta y tercero también del campeonato de los Países Bajos en contrarreloj en esta misma categoría. 
En 2007 fichó por el equipo continental Van Vliet-EBH Elshof. Fue tercero del campeonato de los Países Bajos en contrarreloj en categoría sub-23 y en 2008 ganó el título es esa misma categoría. En 2009 fue noveno en el Tour de Flandes sub-23 y en la París-Roubaix sub-23. En 2010 ganó el Tour de Normandía. Participó en los campeonatos del mundo de 2010 en categoría sub-23 donde terminó 71.º en la prueba en línea.
En 2011 fichó por el equipo Skil-Shimano. En 2012 ganó el Campeonato de Flandes.

## Palmarés
2010
- Tour de Normandía

2012
- Campeonato de Flandes

2014
- Slag om Norg